# Miriam Owiti
Miriam Owiti (Nairobi, 5 aprile 1972) è un'ex cestista keniota.

## Carriera
Con il Kenya ha disputato i Campionati mondiali del 1994.